# James Scott (calciatore)
James Scott (Glasgow, 30 agosto 2000) è un calciatore scozzese, attaccante del St. Mirren.

## Carriera

### Club
Cresciuto nel Motherwell, ha esordito in prima squadra il 21 aprile 2018, nella partita di campionato pareggiata per 0-0 contro il Ross County. Il 15 febbraio 2019 prolunga con il club scozzese fino al 2022; il 27 aprile segna la prima rete a livello professionistico, nella vittoria ottenuta per 4-3 contro il Dundee.
Il 31 gennaio 2020 viene acquistato a titolo definitivo dall'Hull City, con cui si lega fino al 2023. Durante il primo allenamento con il club inglese riporta un grave infortunio alla caviglia, che gli fa concludere anzitempo la stagione.

### Nazionale
Ha giocato nella nazionale scozzese Under-21.

## Statistiche

### Presenze e reti nei club
Statistiche aggiornate al 17 maggio 2025.
| Stagione           | Squadra            | Campionato         | Campionato | Campionato | Coppe nazionali | Coppe nazionali | Coppe nazionali | Coppe continentali | Coppe continentali | Coppe continentali | Altre coppe | Altre coppe | Altre coppe | Totale | Totale | Totale |
| Stagione           | Squadra            | Comp               | Pres       | Reti       | Comp            | Pres            | Reti            | Comp               | Pres               | Reti               | Comp        | Pres        | Reti        | Pres   | Reti   |        |
| ------------------ | ------------------ | ------------------ | ---------- | ---------- | --------------- | --------------- | --------------- | ------------------ | ------------------ | ------------------ | ----------- | ----------- | ----------- | ------ | ------ | ------ |
| 2017-2018          | Motherwell         | SP                 | 2          | 0          | SC+CdL          | 0+0             | 0               | -                  | -                  | -                  | -           | -           | -           | 2      | 0      |        |
| 2018-2019          | Motherwell         | SP                 | 12         | 1          | SC+CdL          | 0+0             | 0               | -                  | -                  | -                  | -           | -           | -           | 12     | 1      |        |
| 2019-gen. 2020     | Motherwell         | SP                 | 22         | 3          | SC+CdL          | 1+5             | 0+3             | -                  | -                  | -                  | -           | -           | -           | 28     | 6      |        |
| Totale Motherwell  | Totale Motherwell  | Totale Motherwell  | 36         | 4          |                 | 6               | 3               |                    | -                  | -                  |             | -           | -           | 42     | 7      |        |
| gen.-giu. 2020     | Hull City          | FLC                | 7          | 1          | FACup+CdL       | -               | -               | -                  | -                  | -                  | -           | -           | -           | 7      | 1      |        |
| 2020-2021          | Hull City          | FL1                | 18         | 1          | FACup+CdL       | 2+2             | 0               | -                  | -                  | -                  | EFLT        | 5           | 2           | 27     | 3      |        |
| lug.-ago. 2021     | Hull City          | FLC                | 1          | 0          | CdL             | 1               | 0               | -                  | -                  | -                  | -           | -           | -           | 2      | 0      |        |
| ago. 2021-2022     | Hibernian          | SP                 | 16         | 4          | CS+CdL          | 2+1             | 0               | UECL               | 0                  | 0                  | -           | -           | -           | 19     | 4      |        |
| 2022-gen. 2023     | Hull City          | FLC                | 0          | 0          | FACup+CdL       | 0               | 0               | -                  | -                  | -                  | -           | -           | -           | 0      | 0      |        |
| Totale Hull City   | Totale Hull City   | Totale Hull City   | 26         | 2          |                 | 5               | 0               |                    | -                  | -                  |             | 5           | 2           | 36     | 4      |        |
| gen.-giu. 2023     | Exeter City        | FL1                | 15         | 1          | -               | -               | -               | -                  | -                  | -                  | -           | -           | -           | 15     | 1      |        |
| 2023-gen. 2024     | Exeter City        | FLC                | 21         | 2          | FACup+CdL       | 1+3             | 0+1             | -                  | -                  | -                  | FLT         | 3           | 0           | 28     | 3      |        |
| Totale Exeter City | Totale Exeter City | Totale Exeter City | 36         | 3          |                 | 4               | 1               |                    | -                  | -                  |             | 3           | 0           | 43     | 4      |        |
| gen.-giu. 2024     | St. Mirren         | SP                 | 11         | 1          | CS              | 1               | 0               | -                  | -                  | -                  | -           | -           | -           | 12     | 1      |        |
| 2024-2025          | St. Mirren         | SP                 | 13         | 0          | CS+CdL          | 1+1             | 0               | UECL               | 4                  | 0                  | -           | -           | -           | 19     | 0      |        |
| Totale St. Mirren  | Totale St. Mirren  | Totale St. Mirren  | 24         | 1          |                 | 3               | 0               |                    | 4                  | 0                  |             | -           | -           | 31     | 1      |        |
| Totale carriera    | Totale carriera    | Totale carriera    | 138        | 14         |                 | 21              | 4               |                    | 4                  | 0                  |             | 8           | 2           | 171    | 20     |        |

## Palmarès

### Club

#### Competizioni nazionali
- Football League One: 1

Hull City: 2020-2021